# Горячев, Геннадий Александрович
Геннадий Александрович Горячев (род. 26 июля 1931) — советский хозяйственный и политический деятель.

## Биография
Родился в 1931 году в деревне Кощеево. Член КПСС.
Окончил Горьковский институт инженеров водного транспорта.
В 1955—1961 гг. — мастер, заместитель начальника, начальник механического цеха, главный технолог Костромского судомеханического завода.
В 1961—1963 гг. — начальник производственно-технического отдела Управления машиностроения и металлургической промышленности Костромского СНХ, директор Костромского судомеханического завода.
В 1963—1971 гг. — председатель комитета партийно-государственного контроля города Костромы, второй секретарь Костромского горкома КПСС, заведующий промышленно-транспортным отделом Костромского обкома КПСС, заместитель председателя Костромского облисполкома.
В 1971—1978 гг. — секретарь, в 1978—1984 гг. — второй секретарь Костромского обкома КПСС.
В 1984—1986 гг. — председатель Костромского облисполкома.
Избирался депутатом Верховного Совета РСФСР 10-11-го созывов. Делегат XXVI съезда КПСС.
Жил в Костроме.

## Награды
- Орден Трудового Красного Знамени (1976)
- Орден Знак Почёта (1966)